# Carl Bloch

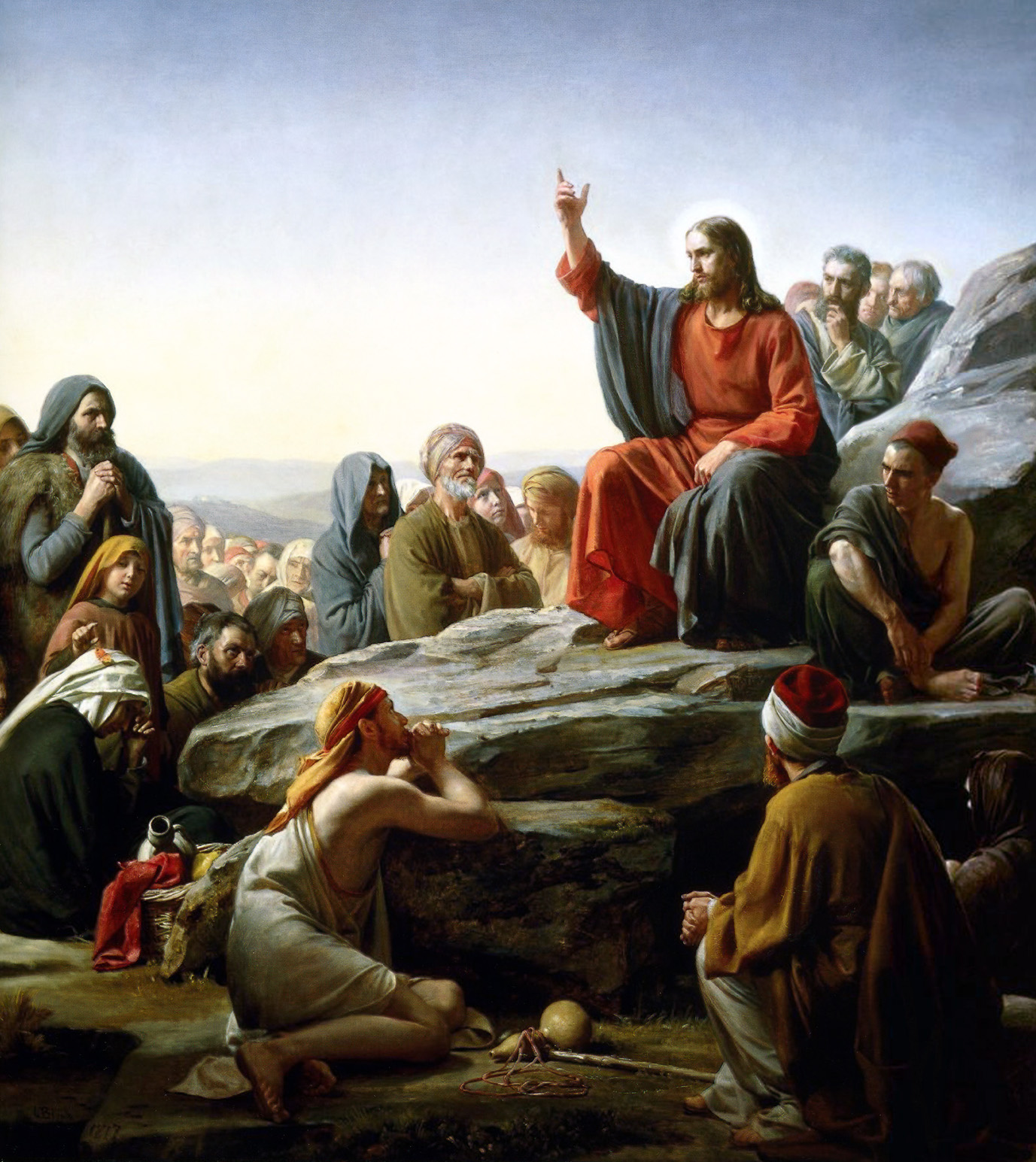
Bài giảng trên núi vẽ bởi Carl Bloch

Carl Heinrich Bloch (23 tháng 5 năm 1834 - ngày 22 tháng 2 năm 1890) là một họa sĩ Đan Mạch. Ông sinh ra ở Copenhagen, Đan Mạch và nghiên cứu với Wilhelm Marstrand tại Học viện Nghệ thuật Hoàng gia Đan Mạch (Det Kongelige Danske Kunstakademi) ở đó. Cha mẹ của Bloch muốn con trai của mình chọn một nghề đáng kính - sĩ quan Hải quân. Tuy nhiên, đây không phải là điều Carl muốn. Mối quan tâm duy nhất của ông là vẽ và họa, và ông đã nuôi ý tưởng trở thành một nghệ sĩ. Ông đã đi đến nước Ý để nghiên cứu nghệ thuật, đi đến Hà Lan, nơi ông trở thành quen thuộc với các tác phẩm của Rembrandt, mà đã trở thành một nguồn ảnh hưởng lớn đối với ông. Carl Bloch đã gặp người sau này là vợ của ông, Alma Trepka, tại Roma, nơi ông kết hôn với bà ngày 31 tháng 5 năm 1868. Họ đã sống hạnh phúc với nhau cho đến khi bà chết sớm vào năm 1886.
Các tác phẩm đầu tiên của ông đặc trưng cảnh nông thôn từ cuộc sống hàng ngày. Từ 1859 đến 1866, Bloch sống ở Ý, và giai đoạn này là rất quan trọng cho sự phát triển của phong cách lịch sử của ông.
Thành công lớn đầu tiên của ông là triển lãm của bản thân "Prometheus Unbound" ở Copenhagen vào năm 1865. Sau cái chết của Marstrand, ông đã hoàn thành việc trang trí hội trường nghi lễ tại Đại học Copenhagen. Nỗi mất đi người vợ đã đè nặng lên tâm trí Bloch, người vợ qua đời để lại cho ông 8 người con đã gây nhiều khó khăn đối với ông.